# Goccia (architettura)

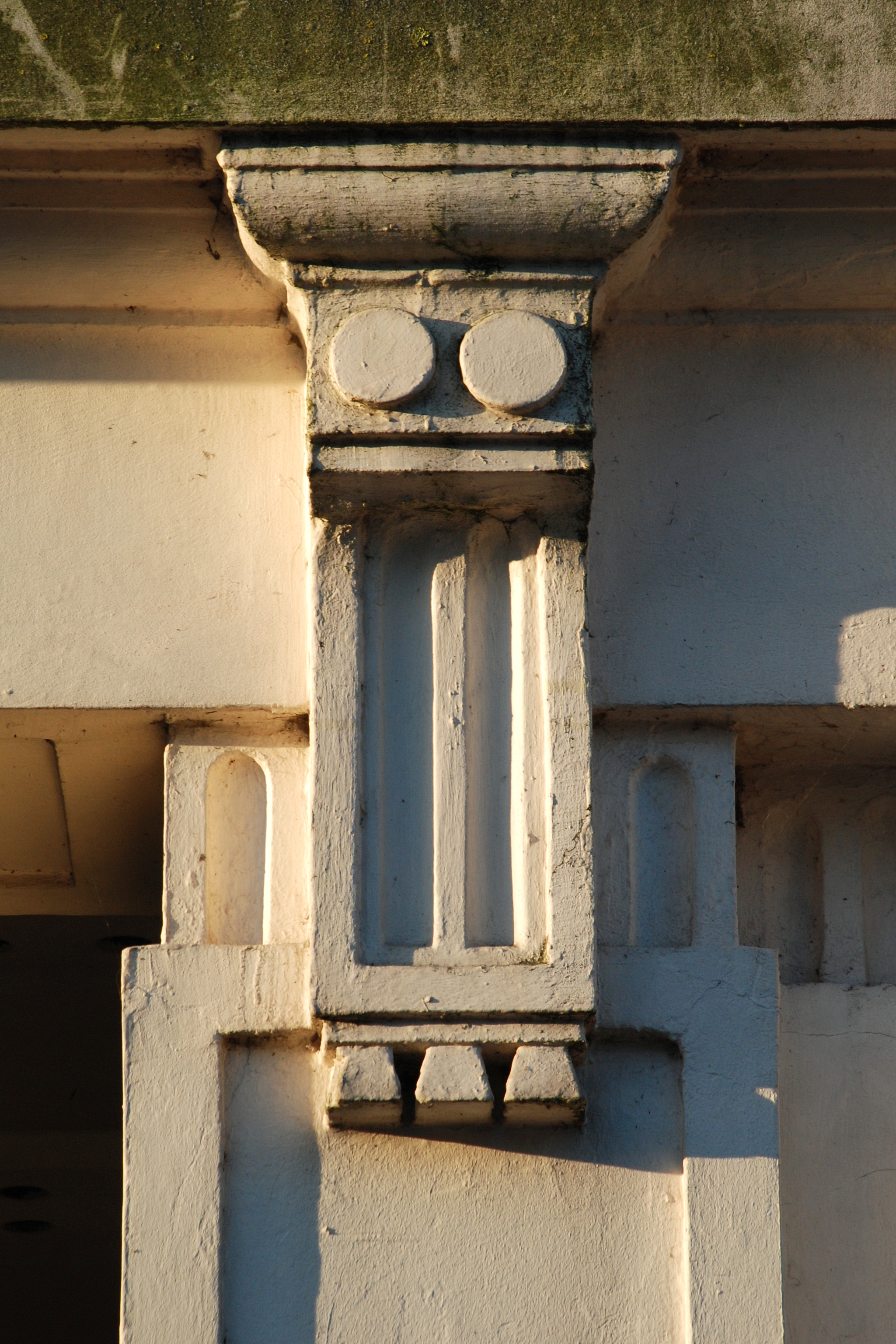
Console a triglifo e a gocce
(Teatro reale del Parco a Bruxelles)

Una goccia, in architettura, è un motivo ornamentale a forma di tronco di cono, piazzato sotto una cornice, sotto un triglifo, sotto una console, etc.

## Le gocce nell'architettura greca antica
Il motivo delle gocce è comparso già nell'architettura greca antica. Esso corrisponde, nella trabeazione dell'ordine dorico, a piccoli elementi in genere cilindrici o tronco-conici, che pendono sotto le mutule della cornice e le regulae del fregio.
Gli ornamenti dell'architettura greca classica corrispondono a elementi che erano funzionali all'architettura in legno e in terracotta dell'epoca arcaica. La mutula rappresenta simbolicamente il pezzo di legno attraverso il quale i cavicchi venivano infilati per fissare il puntone seguendo l'inclinazione del tetto. La goccia è così simbolicamente una "pietrificazione" di questi cavicchi utilizzati quando la trabeazione era in legno..

## Il motivo delle gocce nell'architettura classica
All'inizio del XVII secolo il motivo delle gocce fu utilizzato nell'architettura classica.
Le si trovano, per esempio, sulle facciate posteriori del Municipio di Bruxelles (costruito tra il 1706 e il 1717 in stile classico da Corneille van Nerven lungo rue de l'Amigo e rue Charles Buls).

## Il motivo delle gocce nell'architettura neoclassica
Questo motivo ornamentale è ampiamente utilizzato nell'architettura neoclassica, non solo per ornare le cornici, i triglifi dei fregi, le console, ecc., ma anche pannelli in pietra o ancora delle porte.
|  |  |

L'insieme monumentale neoclassico della Piazza dei Martiri a Bruxelles costituisce un eccellente esempio d'utilizzo di questo motivo ornementale. Tutti gli edifici che circondano la piazza sono ornati da gocce sotto la cornice, sulle console e sulle porte. Da ciascun lato della piazza, delle colonne portano una trabeazione ornata da un fregio composto di triglifi a gocce alternatisi con delle metope raffiguranti alternativamente dei cerchi e dei bucrani.
|  |  |  |

## Il motivo delle gocce nell'architettura eclettica
Nel XIX secolo, il motivo delle gocce si ritrova nell'architettura eclettica, almeno in quella d'ispirazione neoclassica..

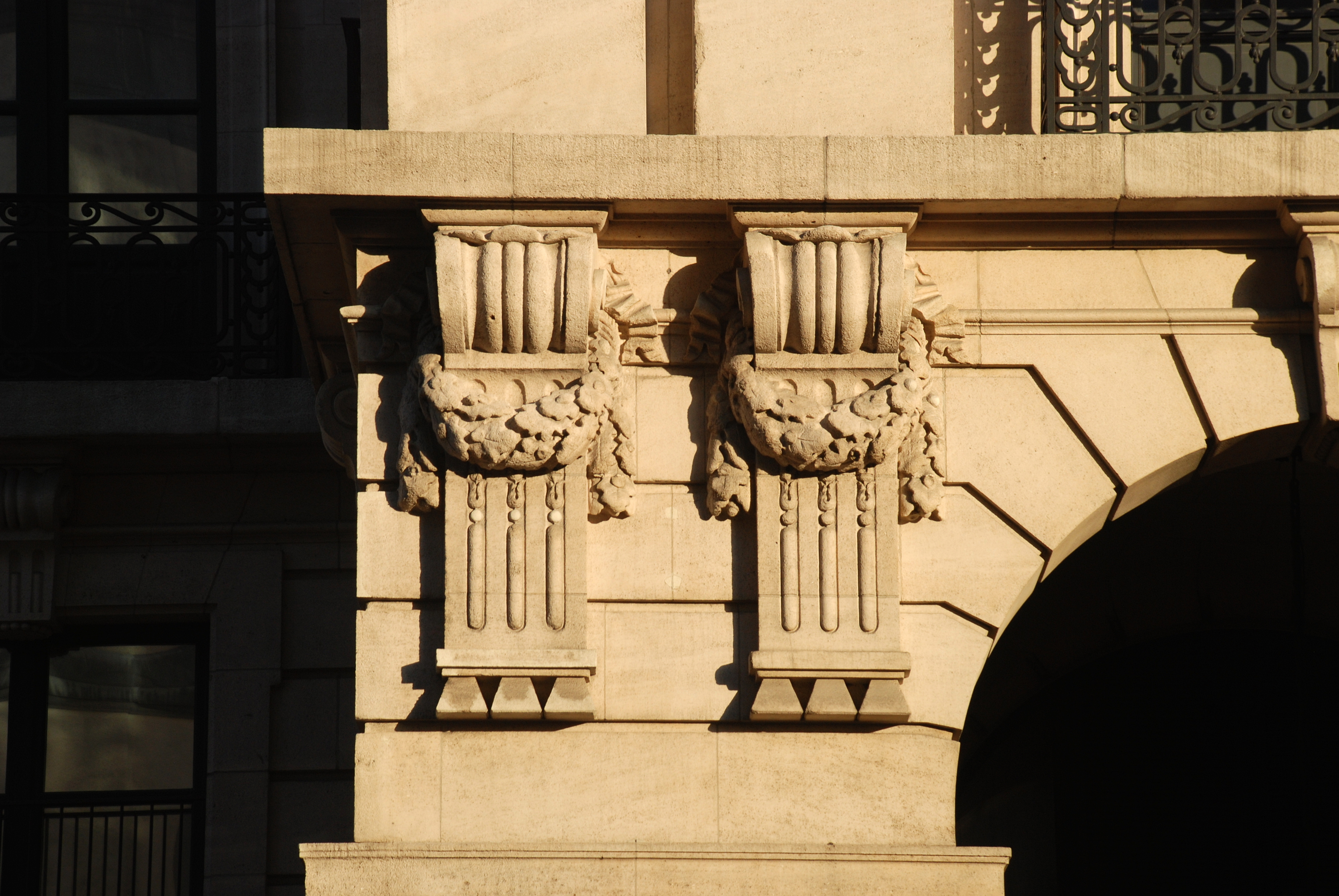
Console a triglifo e a gocce di stile eclettico
(Bruxelles, rue des Colonies)